# Kasseburg
Kasseburg er en kommune i det nordlige Tyskland, beliggende i Amt Schwarzenbek-Land i den sydvestlige del af Kreis Herzogtum Lauenburg. Kreis Herzogtum Lauenburg ligger i delstaten Slesvig-Holsten.

## Geografi
Kasseburg ligger ni kilometer nord for Schwarzenbek og ca. 25 km øst for Hamborg. Motorvejen A24, der forbinder Hamborg og Berlin, krydser kommunen i øst-vestlig retning. Bundesstraße 404 fra Kiel til Lüneburg krydser kommunen i nord-sydlig retning.